# Ernesto Suárez (político)
Ernesto Suárez Sattori (Trinidad, Bolivia; 31 de marzo de 1966) es un político, ingeniero boliviano y un exprefecto por los partidos políticos de Acción Democrática Nacionalista, Poder Democrático Social y de Primero el Beni. Fue candidato a vicepresidente para las elecciones generales de Bolivia de 2014.

## Biografía
Ernesto Suárez nació en la ciudad de Trinidad (Bolivia) el 31 de marzo de 1966. Estudió la carrera de ingeniería en el estado de Florida (Estados Unidos) graduándose como ingeniero industrial. A los 27 años, en 1993 se desempeñó como concejal de su municipio natal. En 1997, durante el segundo gobierno de Hugo Banzer Suárez, Suárez fue posesinado como prefecto del departamento del Beni por el partido político de Acción Democrática Nacionalista (partido perteneciente al ex general y presidente de Bolivia Hugo Banzer Suárez).
En 2002, Suárez es elegido diputado por el anterior partido mencionado para luego renunciar a su curul para postularse al cargo de prefecto del Beni por el partido Poder Democrático Social (PODEMOS), saliendo también electo, ocupando ese cargo desde enero de 2006 hasta abril de 2010.
En 2008 no se pudo demostrar su relación con el intento de golpe de Estado contra el presidente Evo Morales, en la masacre de El Porvenir (11 de septiembre de 2008), que tuvo como resultado la muerte de 13 campesinos del MAS (el partido gobernante).

## Prefecto y gobernador del Beni
En abril de 2010, Suárez es nuevamente legido prefecto del departamento del Beni pero solo duró un año en el cargo luego de que fuera destituido por el Gobierno de Evo Morales, además de ser acusado por el Ministerio de Lucha contra la Corrupción por presuntas irregularidades en la ejecución del camino vecinal San Ramón–San Joaquín–Buena Vista, por la compra de grupos electrógenos y entrega de recursos públicos a favor de una cooperativa privada.
Es así que en diciembre de 2011, la Asamblea Departamental del Beni, aprobó una acusación formal del Ministerio Público en su contra por lo cual, Suárez fue depuesto del cargo siendo su sucesor el asambleísta por el Movimiento Nacionalista Revolucionario Haisen Ribera Leigue. Ernesto Suárez presentó su renuncia oficial al cargo de gobernador en mayo de 2012, abriendo la posibilidad para que el Órgano Electoral Plurinacional convoque a nuevas elecciones con el fin de cubrir la acefalia dejada.
El 20 de enero de 2013, se llevaron las elecciones departamentales de Beni de 2013, resultando ganador con el 52,27% de la votación (71161 votos) Carmelo Lenz del partido político Primero el Beni (partido perteneciente a Ernesto Suárez), frente a su principal candidata opositora Jessica Jordan del partido Movimiento al Socialismo, quien salió en segundo lugar con el 44,35% de la votación (60382 votos).
Carmelo Lenz se posesionó como gobernador del departamento del Beni el 1 de marzo de 2013.

## Candidato a la vicepresidencia de Bolivia
Ernesto Suárez fue jefe también del partido Primero el Beni para luego pasa a ser candidato vicepresidencial del partido Unidad Demócrata con el objetivo de ganar las elecciones generales de Bolivia de 2014 junto a Samuel Doria Medina. El 1 de septiembre de 2014, el juez Jesús Martínez negó el desarraigo temporal que Suárez pedía al Ministerio Público para hacer campaña política en el exterior de Bolivia. El caso se refiere a la supuesta malversación de 3 319 060 de bolivianos (476 876 dólares estadounidenses) para impulsar un referéndum autonómico en junio de 2008

## Historia Electoral

### Elecciones departamentales de 2005
- Elecciones departamentales del Beni de 2005 para Prefecto por el Departamento del Beni para el periodo 2006-2010 [5]

|  | 44,64 % |

|  | 29,82 % |

|  | 18,82 % |

|  | 6,72 % |

### Elecciones departamentales de 2010
- Elecciones departamentales de Bolivia de 2010 para Gobernador por el Departamento del Beni para el periodo 2010-2015 [6]

|  | 42,52 % |

|  | 40,15 % |

|  | 12,13 % |

|  | 3,95 % |

|  | 1,26 % |

### Líderes políticos históricos del Departamento del Beni
| Posición | Nombre                    | Elecciones 2005 | Elecciones 2010 | Elecciones 2013 | Elecciones 2015 | Segunda Vuelta 2015 | Total de Votos |
| 1°       | Alex Ferrier Abidan       | Sin cambios     | Sin cambios     | Sin cambios     | 64.376          | 85.598              | 149.974        |
| 2°       | Carlos Dellien Bause      | Sin cambios     | Sin cambios     | Sin cambios     | 49.214          | 84.809              | 134.023        |
| 3°       | Jessica Jordan Burton     | Sin cambios     | 60.477          | 60.382          | Sin cambios     | Sin cambios         | 120.859        |
| 4°       | Ernesto Suárez Sattori    | 46.842          | 64.055          | Sin cambios     | Sin cambios     | Sin cambios         | 110.897        |
| 5°       | Carmelo Lenz Fredericksen | Sin cambios     | Sin cambios     | 71.161          | Sin cambios     | Sin cambios         | 71.161         |
| 6°       | Sandro Giordano García    | Sin cambios     | Sin cambios     | Sin cambios     | 43.403          | Sin cambios         | 43.403         |
| 7°       | Victor Hugo Abularach     | 31.290          | Sin cambios     | Sin cambios     | Sin cambios     | Sin cambios         | 31.290         |
| 8°       | Erwin Rivero              | 19.755          | Sin cambios     | 71.161          | Sin cambios     | Sin cambios         | 19.755         |
| 9°       | Ismael Schabib Montero    | Sin cambios     | 18.269          | Sin cambios     | Sin cambios     | Sin cambios         | 18.269         |
| 10°      | Felipe Raúl Crespo        | 7.054           | Sin cambios     | Sin cambios     | Sin cambios     | Sin cambios         | 7.054          |
| 11°      | Luis Benavides            | Sin cambios     | 5.949           | Sin cambios     | Sin cambios     | Sin cambios         | 5.949          |
| 12°      | Pedro Nuni Caity          | Sin cambios     | Sin cambios     | 3.606           | Sin cambios     | Sin cambios         | 3.606          |
| 13°      | Adermizon Algarañaz       | Sin cambios     | 1.894           | 986             | Sin cambios     | Sin cambios         | 2.880          |

| Predecesor: 'Ernesto Suárez' | Gobernador del Departamento del Beni 4 de abril de 2010 - 16 de diciembre de 2011 | Sucesor: Haisen Ribera Leigue |